# Lepechinia
Lepechinia je rod rostlin z čeledi hluchavkovitých. Po taxonomických revizích obsahuje 47 druhů, všechny se vyskytují převážně v horských oblastech Severní, Střední a Jižní Ameriky. Některé druhy jsou pěstovány pro okrasu a také využívány v lokálním lidovém léčitelství.

## Taxonomie
V rámci čeledi hluchavkovitých patří rod do podčeledi Nepetoideae, tribu Mentheae a subtribu Salviinae; nejblíže příbuzným rodem je mu meduňka (Meliisa) a dále široce pojatý rod šalvěj (Salvia). Po taxonomických revizích byly do rodu vřazeny dva monotypické středoamerické rody Neoeplingia a Chaunostoma a již dříve též někdy vydělovaný rod Sphacele. Název rodu byl vybrán na počest ruského botanika Ivana Ivanoviče Lepechina. Typovým druhem je Lepechinia caulescens z Mexika a Guatemaly.

## Popis
Rod se vyznačuje velikou morfologickou diverzitou růstových forem, vegetativních i generativních orgánů. Jednotlivé druhy mohou být vytrvalé byliny, polokeře, keře, zřídka dokonce i malé stromy. Listy jsou vstřícné, celokrajné nebo zubaté, různého tvaru, často svraskalé nebo s vystouplou žilnatinou, velké 2,5–25 cm. Letorosty jsou hranaté. Rostliny se často vyznačují hustým oděním, které se skládá z jednoduchých chlupů a z přisedlých nebo krátce stopkatých žlázek obsahujících aromatické silice.
Květy jsou uspořádány ve vrcholových latách složených z vrcholíků nebo v hustě nahloučených oddálených lichopřeslenech, podpůrné listeny jsou zpravidla relativně drobné. Květy mohou být drobné, ale i více než 4 cm dlouhé, se zhruba pravidelným zvonkovitým kalichem a srostlou, více či méně souměrnou (zygomorfní) korunou rozeklanou do dvou horních a tří spodních laloků, které mohou být různě veliké a tvarované. Barva koruny může být v různých odstínech bílé, žlutavé, růžové, fialové či modré barvy. Květy mohou být buď oboupohlavné, na jedné rostlině společně oboupohlavné a čistě samičí (gynodiecie), u několika druhů je přítomna v rámci hluchavkovitých zcela unikátní dvoudomost, tedy funkčně jednopohlavné květy na různých jedincích. Bohaté je i množství opylovačů, které zahrnuje mimo jiné čmeláky či kolibříky. Plody jsou tvrdky.

## Ekologie a rozšíření
Areál rozšíření rodu Lepechinia v Americe v zásadě kopíruje horské a vysokohorské polohy And a Kordiller. Mnoho druhů se vyskytuje v Kalifornii, kde rostou na výslunných a suchých místech ve vegetačních formacích známých jako chaparral; podobné polohy vyhledávají pro svůj život i druhy z Mexika. V Jižní Americe vyrůstají ve vysokohorských biotopech západních And a v horách Venezuely v nadmořských výškách 1500–4000 m, opět převážně na otevřených a sušších prostranstvích a svazích, ale též ve vlhčím páramu či puně, stejně jako v přechodech mezi mlžným lesem a křovinami nižšího párama nebo na lesních světlinách. Lze je najít též v sekundární vegetaci, např. podél cest, v lesních průsecích nebo na různě disturbovaných místech. V Chile je jejich biotopem suchý křovinatý matorral v nadmořských výškách do 500 m. Izolované arely většinou o jediném druhu se objevují také v Dominikánské republice, v Argentině a v jihozápadní Brazílii (světliny v biomu Atlantického lesa). Výskyt na Havaji či na Réunionu, který dal v minulosti podnět k mnoha různým fytogeografickým hypotézám, je v současné době považován za druhotný.

## Význam a využití
Některé druhy jsou pěstovány pro okrasu jako atraktivně kvetoucí trvalky. Pro obsah aromatických silic byla řada druhů využívána též v lokálním lidovém léčitelství.

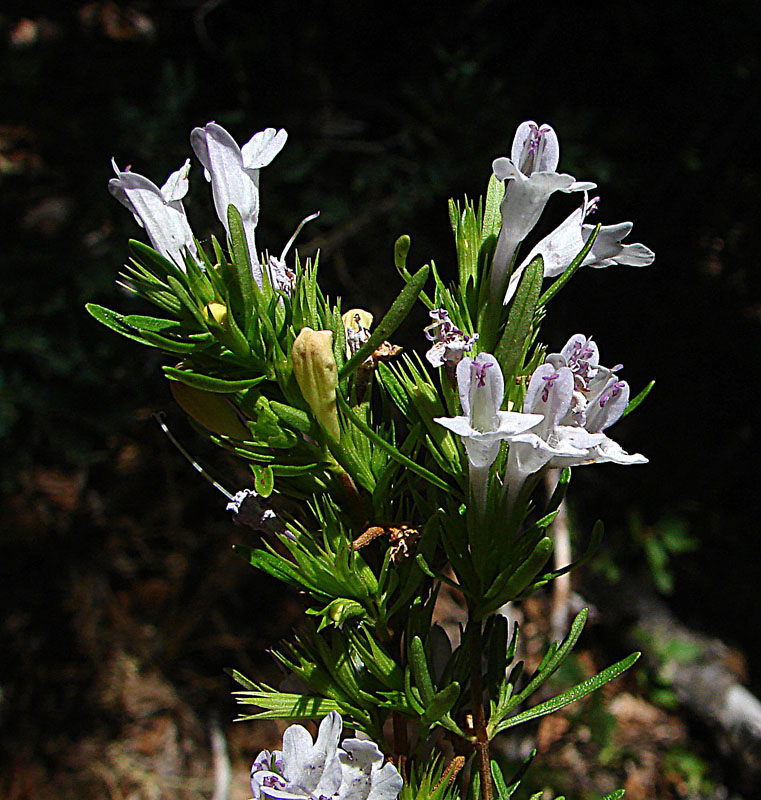
Lepechinia chamaedryoides (Chile)
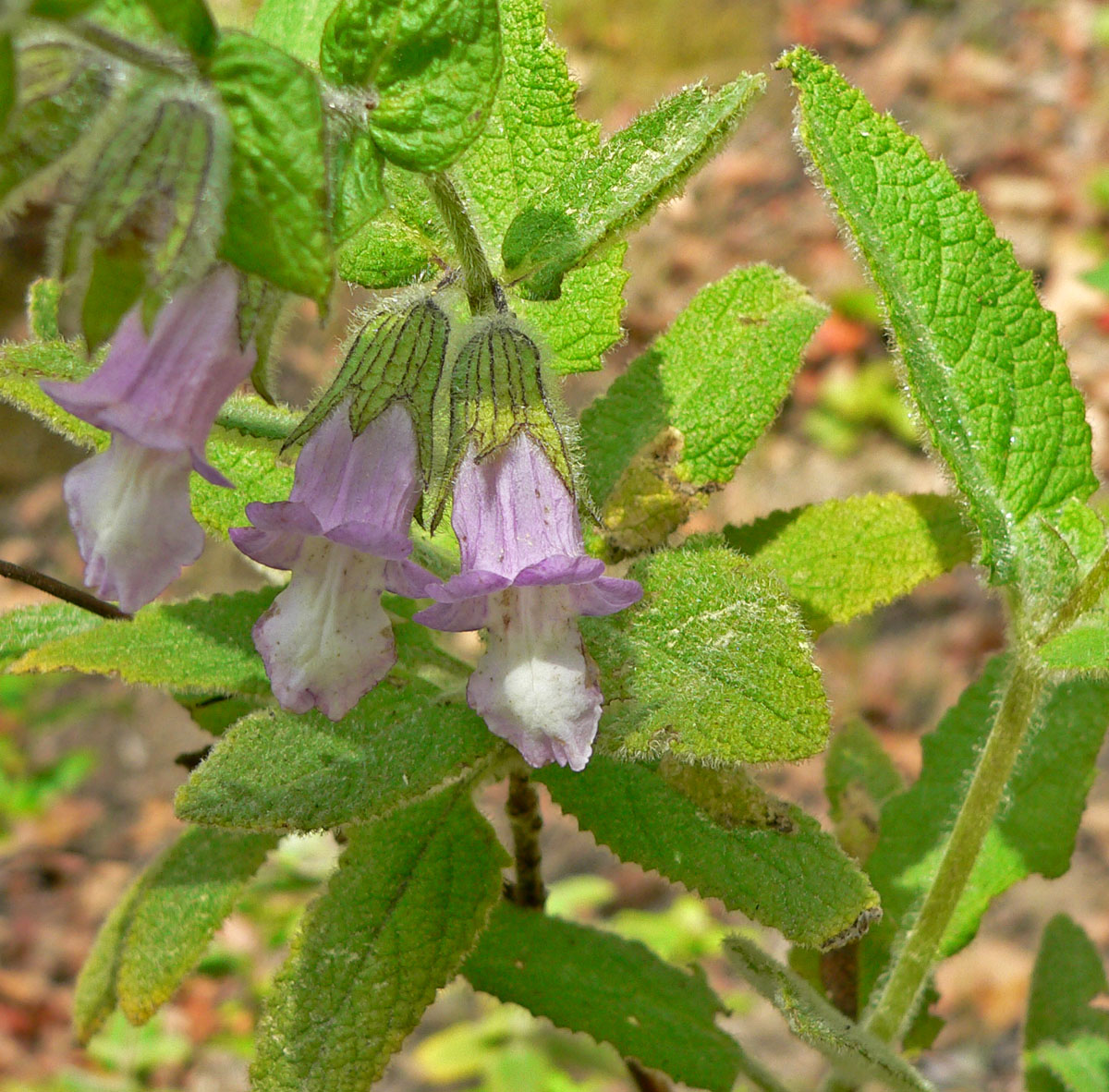
Lepechinia fragrans (Kalifornie)
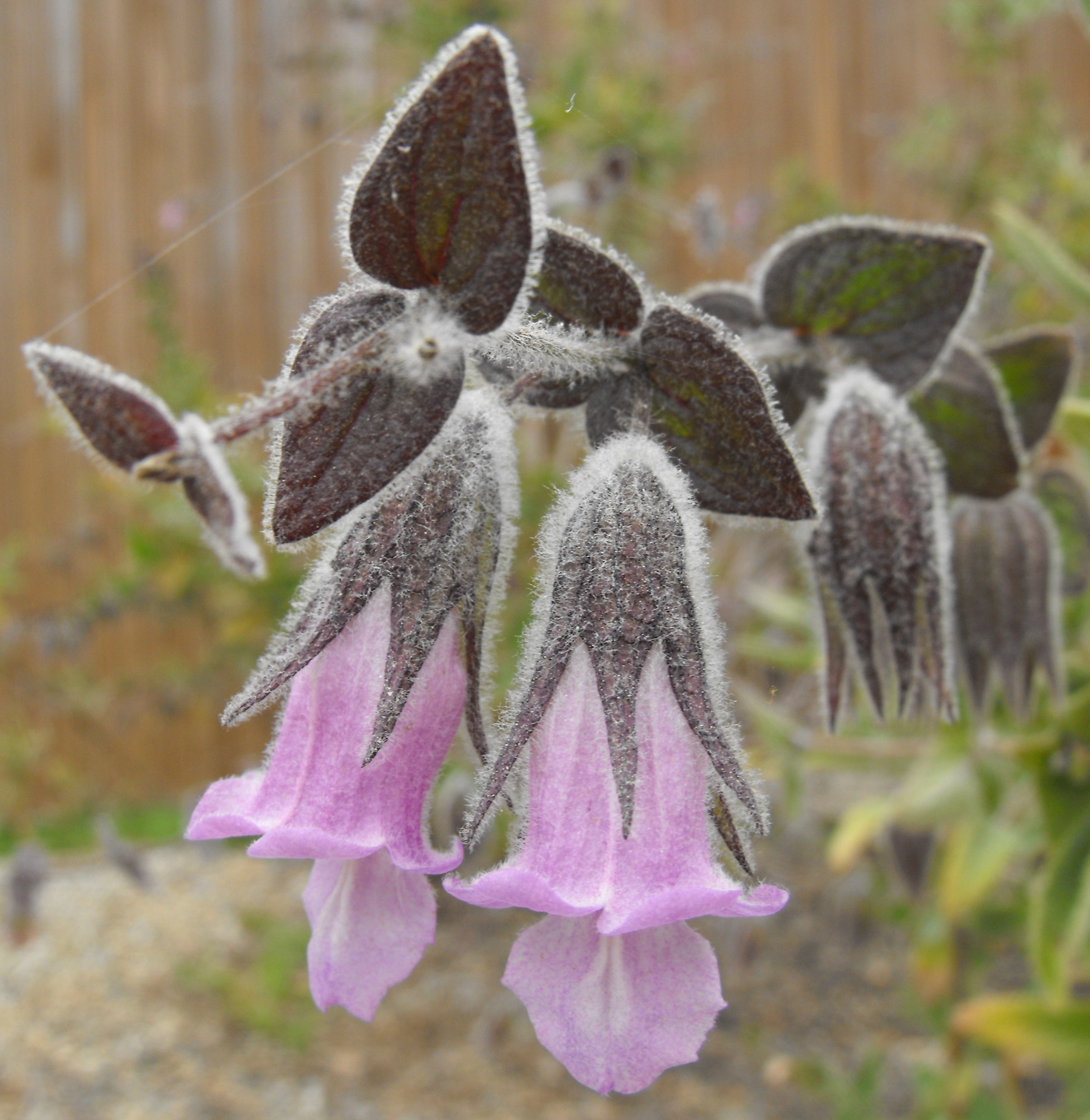
Lepechinia fragrans – detail hustého odění
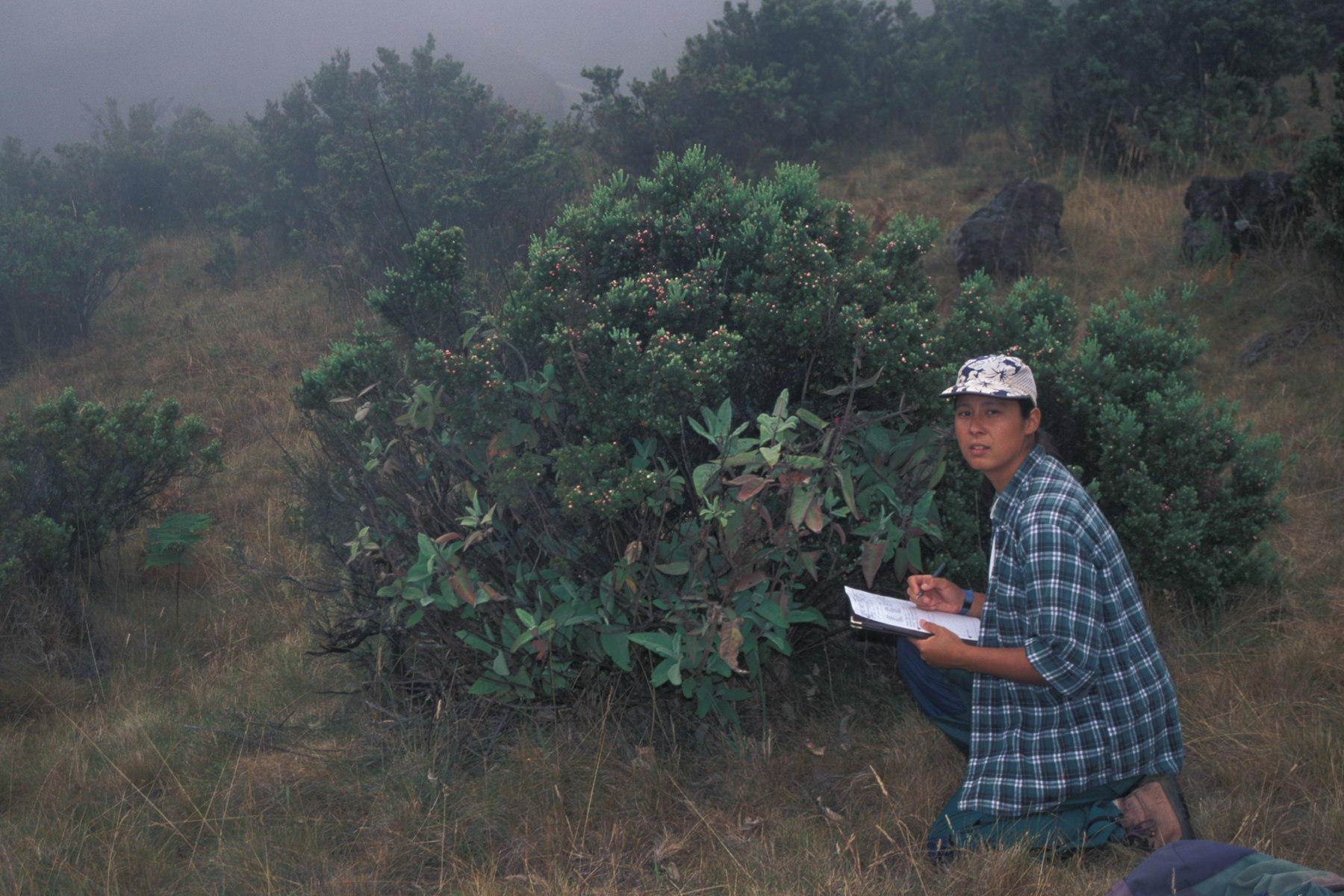
Lepechinia hastata v přírodě (v popředí, Baja California, Mexiko)
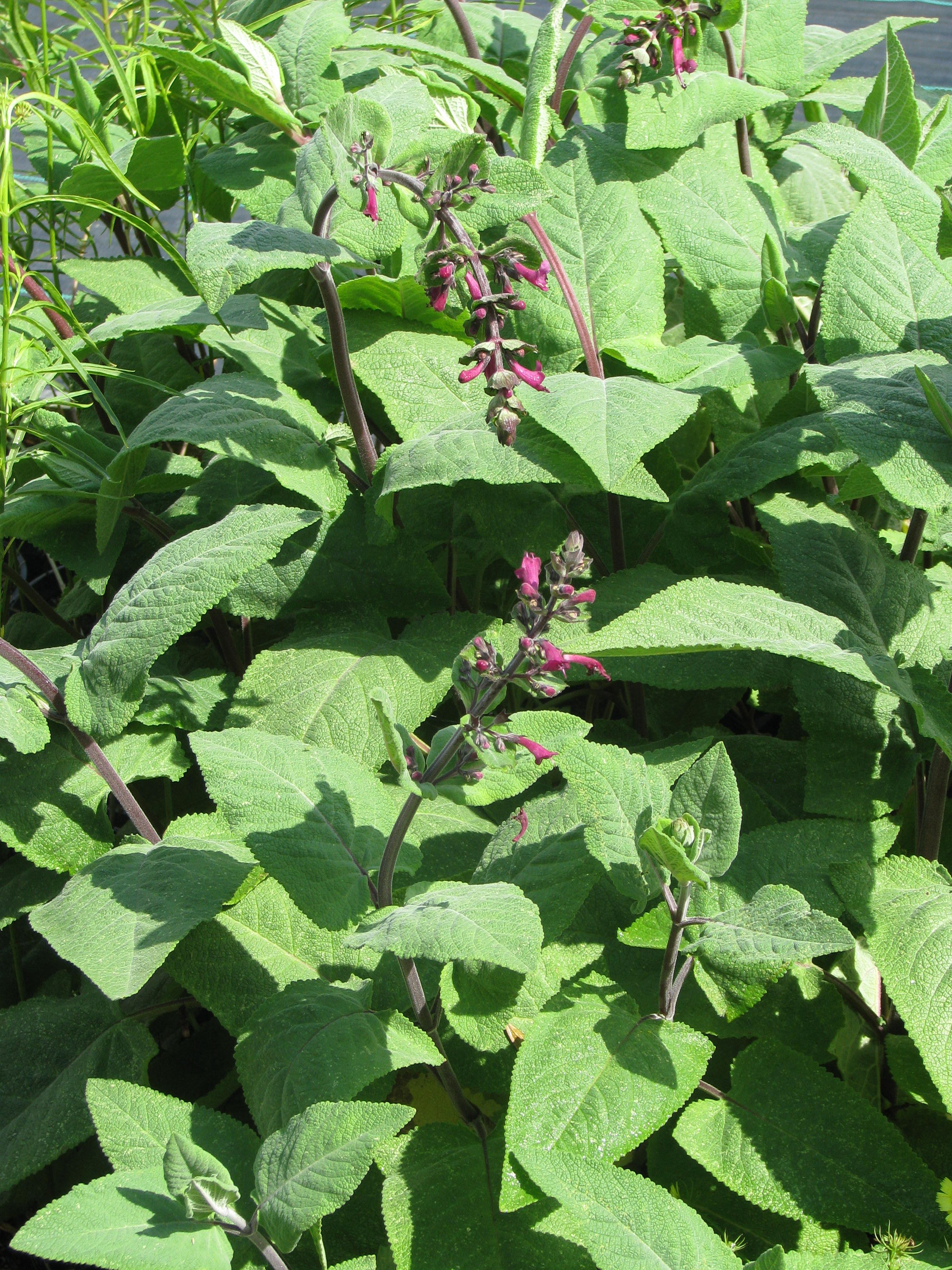
Kvetoucí Lepechinia hastata
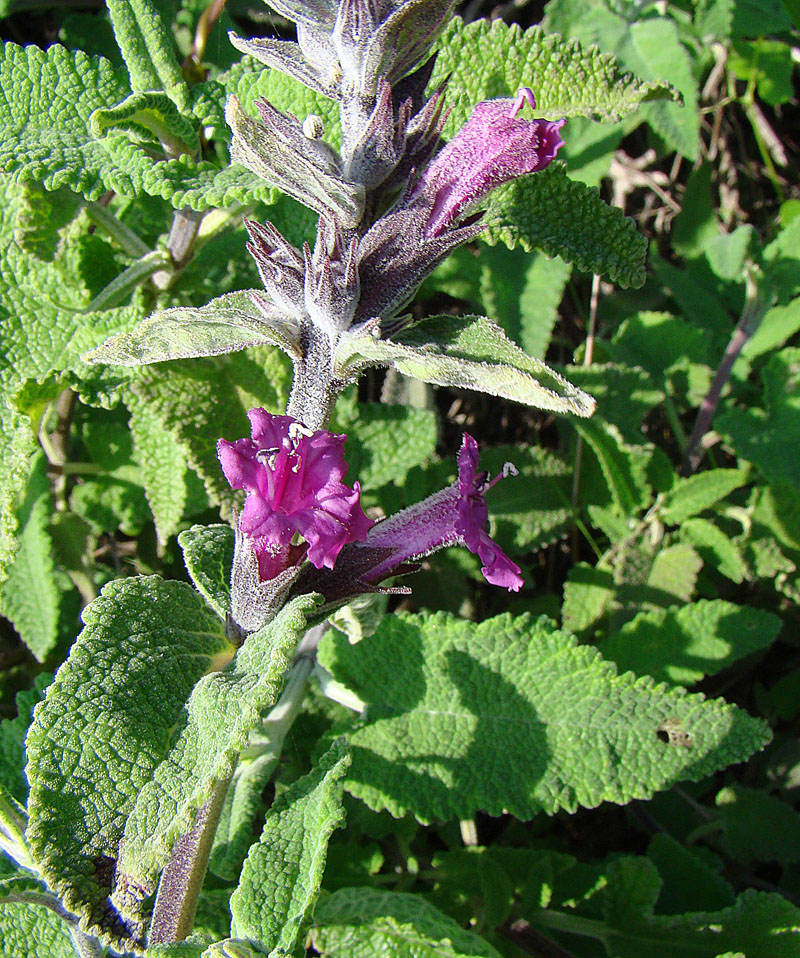
Lepechinia salviae (Chile)
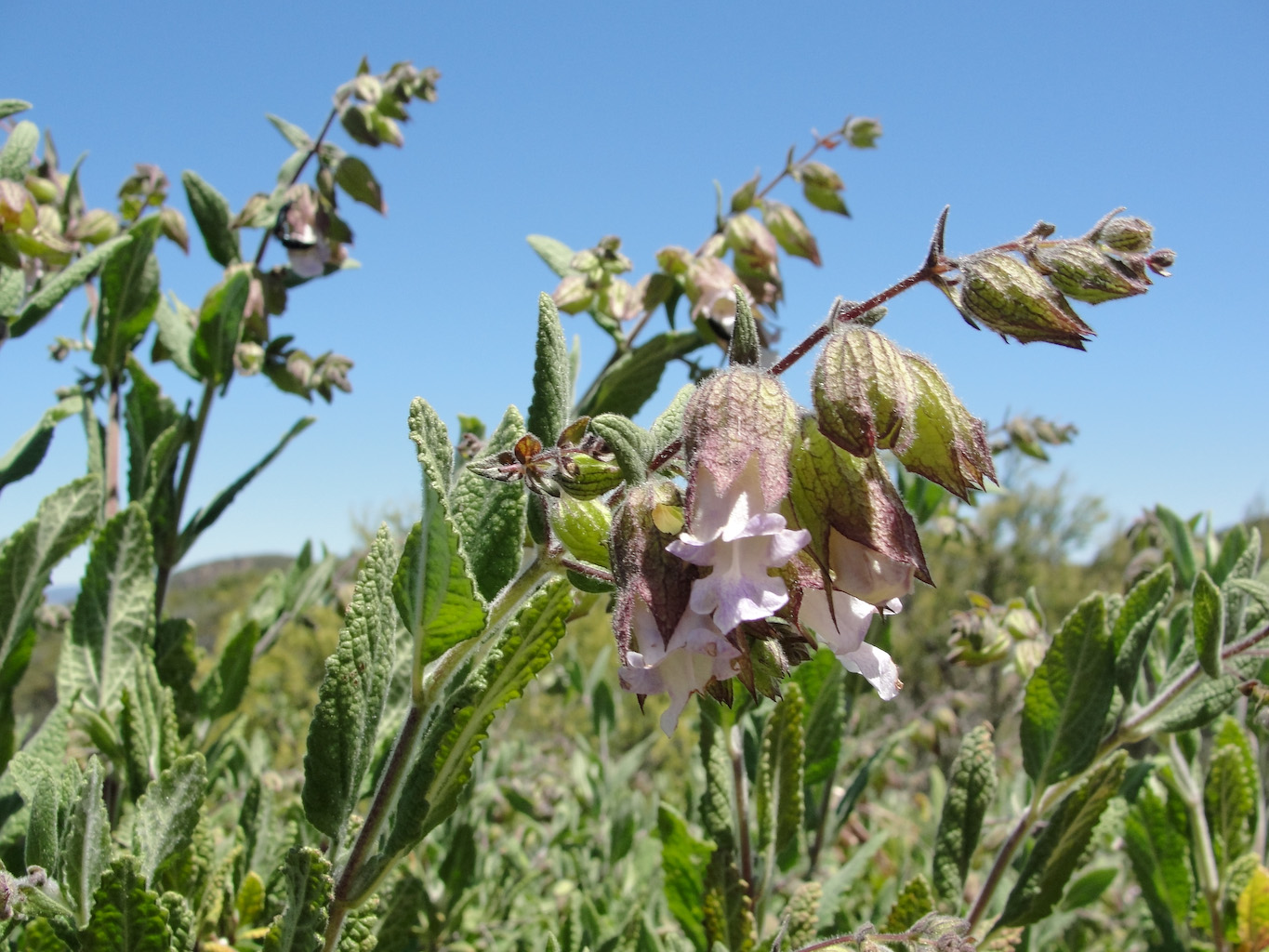
Lepechinia calycina (Kalifornie)